# Jeroni Zanné i Rodríguez
Jeroni Zanné i Rodríguez (Barcelona, 27 de novembre de 1873- Buenos Aires, Argentina, 16 de juny de 1934), fou un poeta i escriptor català modernista.

## Biografia
Fill de Francesc Zanné i Oliver, propietari de Barcelona, i de María Encarnación Rodríguez i Calero, natural de Sevilla i filla d'un notari d'Hisenda. Per part de pare, la seva àvia era de Barcelona, mentre que el seu avi procedia de Pella (Piemont, Itàlia) i tenia ascendència grega. Els seus pares eren propietaris de la fonda de Cal Beco del Racó, al carrer dels Capellans de Barcelona.

## Fons personal
El seu fons personal es conserva a l'Arxiu Nacional de Catalunya. El seu llegat, concretament l'obra produïda a Buenos Aires durant els anys en què va residir, va ser custodiada per la família Lleonart, amiga del poeta, a la mateix ciutat. Una carta escrita per les germanes Concepció i Mercè Lleonart adreçada al llavors director d'Òmnium Cultural, Frederic Roda, és el fidel testimoni que durant l'any 1969, la documentació de Zanné va passar a les mans d'aquesta institució. L'any 1982, una carta d'Albert Manent al president d'Òmnium, Joan Vallvé, suggeria la conveniència de l'ingrés del llegat literari a l'Arxiu Nacional de Catalunya, la qual cosa es produí aquell mateix any. El fons conté documentació produïda en funció de l'activitat literària de Zanné. Reuneix obres de caràcter musical (Wagner), de caràcter poètic, novel·la i traduccions (Horaci). També inclou llibretes d'apunts i notes de l'autor relacionades amb la seva trajectòria literària. I, finalment, conserva necrològiques (incloent-hi retalls de premsa).